# Ekaterina Andreevna Ušakova
Ekaterina Andreevna Ušakova, contessa Černyšëva (Екатерина Андреевна Ушакова coniugata Чернышёва) (San Pietroburgo, 22 ottobre 1715 – San Pietroburgo, 25 settembre 1779), è stata una nobildonna russa.

## Biografia
Figlia unica del generale in capo, il conte Andrej Ivanovič Ušakov, e della sua seconda moglie, Elena Leont'evna Kokoškins. Suo padre era uno dei preferiti dello zar Pietro I, ricevendo molte proprietà in dono per il suo servizio.
Capo crudele e spietato, Ušakov era un padre gentile e adorava la sua unica figlia. Ekaterina crebbe nel lusso e nell'amore, ricevette una buona educazione. Durante il regno dell'imperatrice Anna, il 18 aprile 1730, divenne la sua damigelle d'onore.
Nella sua giovinezza, Ekaterina era una grande amica delle duchessa Anna Leopol'dovna. Biron voleva usare la sua influenza sulla duchessa, che voleva impedire il suo matrimonio con il duca Anton Ulrich di Braunschweig per farla sposare con suo figlio Pietro. Ekaterina fece del suo meglio per lodare il duca Pietro ma il risultato fu il contrario.

## Matrimonio
Sposò, 26 maggio 1738, il conte Pëtr Grigor'evič Černyšëv (1712-1773). Il matrimonio venne celebrato a corte con grande sfarzo. Ebbero undici figli ma solo sei raggiunsero l'età adulta:
- Anna Petrovna (1738-1756), morta di tifo;
- Dar'ja Petrovna (1739-1802), sposò Ivan Saltykov (1730-1805), ebbero quattro figli;
- Natal'ja Petrovna (1744-1837), sposò Vladimir Golicyn (1731-1798), ebbero cinque figli;
- Andrej Petrov, morto nell'infanzia;
- Gregorij Petrov (1746-1755);
- Marija Petrovna (1752-1767), morì di vaiolo.

Černyšëv era un uomo intelligente e di talento e grazie a suo suocero fece una brillante carriera. Viaggiarono in quasi tutte le capitali d'Europa.
All'inizio del 1741, Černyšëv fu nominato inviato straordinario presso la corte danese, e trasferito quasi subito in Prussia. Lei e suo marito viaggiarono in tutta Europa. Nel 1746 partirono da Berlino e raggiunse la corte del ducato di Anhalt-Zerbst, dove baciò le mani di Giovanna di Holstein-Gottorp, la futura madre dell'imperatrice Caterina. Nello stesso anno, l'imperatrice li mandò a Londra, dove rappresentarono la Russia per dieci anni, e nel 1760 andarono al corte di Parigi di Luigi XV.
Ekaterina approfittò della sua lunga permanenza all'estero per dare alle sue figlie una brillante educazione europea. Con la nomina, nel 1762, a senatore a suo marito, la famiglia ritornò in Russia. Si stabilirono a San Pietroburgo.

## Morte
Nel 1773 suo marito morì ed Ekaterina trascorse gli ultimi anni della sua vita ricevendo ancora molti diplomatici stranieri ma raramente si presentava in società e quasi mai a corte.
Morì il 25 settembre 1779 per un colpo apoplettico.